# Rhodochlora viridescens
Rhodochlora viridescens là một loài bướm đêm trong họ Geometridae.